# Psico-Expresionismo

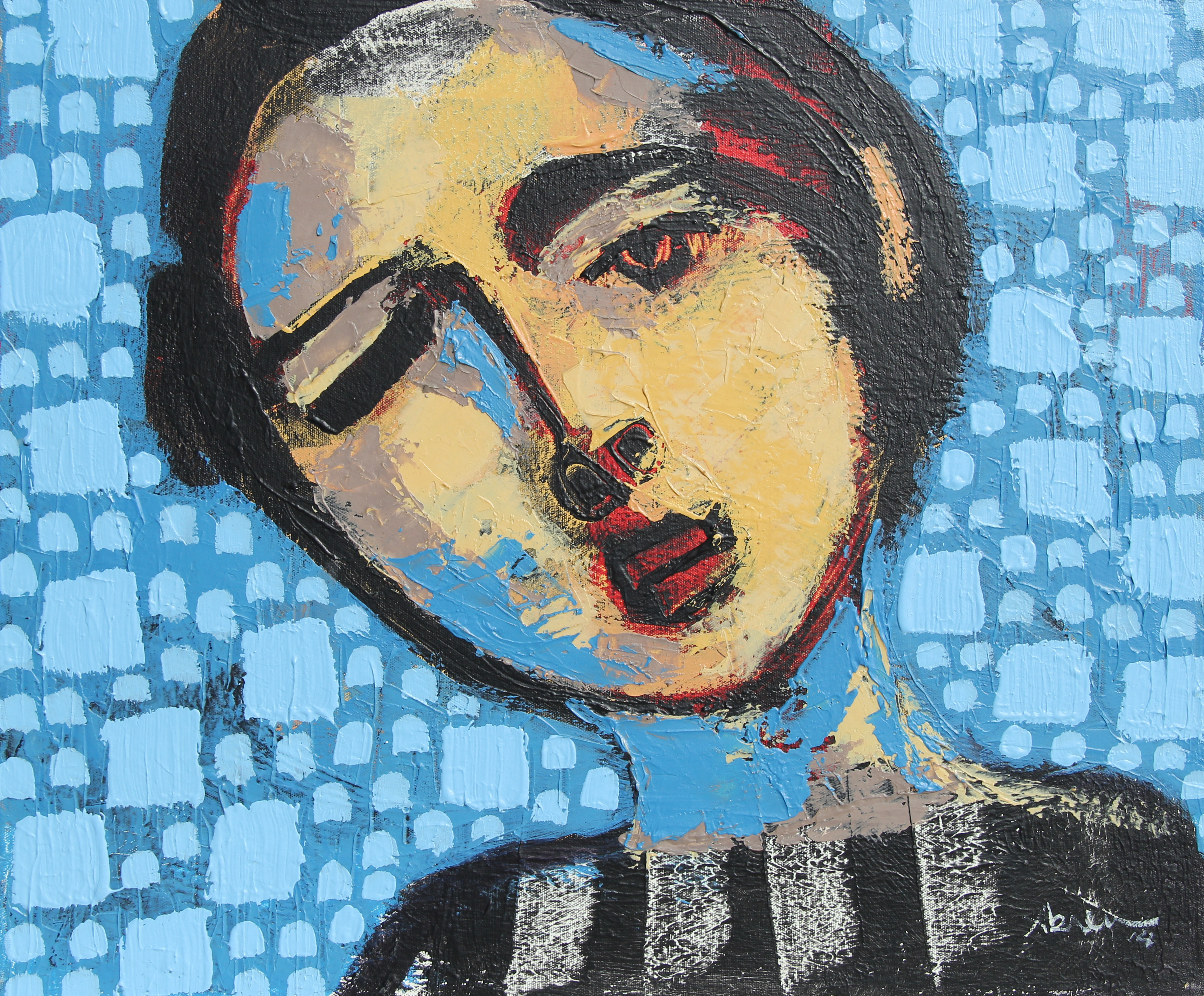
Estudio De Psico-Expresionismo 20" x 24" / Técnica mixta sobre canvas, Oscar Abreu

Psico-Expresionismo es un concepto creado por el reconocido pintor, escultor y escritor dominicano Oscar Abreu a mediados de la década de los 90. Consiste en plasmar la complejidad de la memoria humana y el impacto que tiene en nuestras vidas la rutina y los eventos que la marcan que crean en nosotros hábitos y costumbres.

## Surgimiento
Todo surgió por la influencia que tuvo en él un libro de Sigmund Freud que leyó cuando llegó a Chicago en el 1994, cuyo resultado ha sido el éxito de sus obras y la originalidad de sus creaciones. 
A partir de ese entonces su identidad artística se empezó a desarrollar aún más. Además, su vida personal se vio más óptima pues vio en los libros una oportunidad para aprender y disfrutar aún más. Esto lo impulsó a desarrollar más su concepto emergente. 

## Significado
Psico-expresionismo trata de las relaciones causales que caracterizan los estados psicológicos específicos del ser humano, y esto lo representa Abreu en sus creaciones.  Se estructura en un cuadro, que representan la memoria humana, un dibujo que hace referencia a un evento significativo en la vida de la persona, y que en ocasiones se rodea de pequeños cuadros similares que significan otros recuerdos, experiencias, memorias que hacen rutina. 
Cuando se trata de retratos, se intenta expresar la personalidad, una memoria con detalles. En particular, cuando Abreu les coloca rayas quiere indicar que esa persona tuvo diferentes etapas en la vida, que ha pasado por distintas situaciones que le marcaron. Cada capa de color representa alguna actitud, experiencia o momento de la historia de esa persona y pueden ser visibles al artista utilizar la técnica de raspados o arañazos. 
En tanto que, si no existieran cuadros pequeños alrededor de la figura central, quiere decir que la persona apenas está empezando a vivir o conociendo cosas que ignoraba, como es el caso de un niño. 
Además, cuando Abreu coloca solo una raya en un cuadro, dividiéndolo en dos, quiere expresar que se hace referencia a los hemisferios del cerebro humano; al consciente o al inconsciente.
Estos símbolos que se formulan a través de pinceladas, colores vivos, arañazos y collages representan elementos de la psique humana.

## Lenguaje y forma original

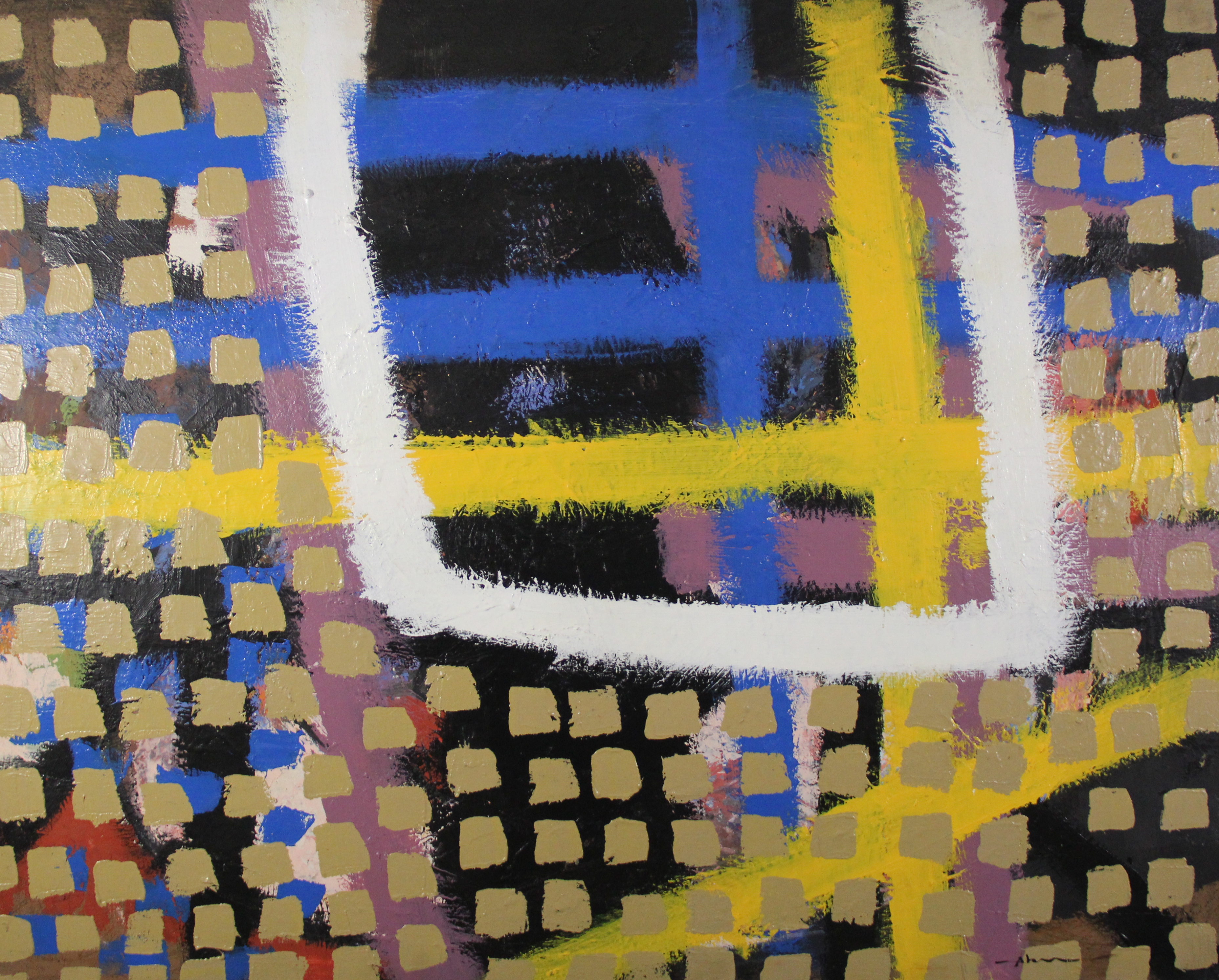
Estudio de la Estructura de la Memoria 40" x 50" / Técnica mixta sobre canvas, Oscar Abreu

Un ejemplo claro de las representaciones de la psique del ser humano es un patrón que se ha manifestado en los últimos cuadros de Abreu, es una especie de lenguaje original. Se trata de un conjunto de pequeños cuadrados que rodean la figura central que simboliza un recuerdo en particular o estado psicológico.
Los cuadrados representan la rutina y la historia; dos componentes que de acuerdo a Oscar Abreu desempeñan un papel fundamental en la formación de nuestra personalidad. Por lo tanto, coloca estos cuadrados adyacentes al fondo sólido. Él representa plazas con colores contrastantes, o dentro del mismo dominio del color de fondo, para exponer y representar situaciones que nos encontramos todos los días.
La figura central se construye con capas de colores, pintado una encima de la otra. Después de esto utiliza una espátula y rasca ciertas áreas de la figura, con la intención de dejar claro que hay un pasado. 
Oscar Abreu pinta de una manera gradual, a considerar la idea de reduccionismo. Análisis de su obra revela que en la mayoría de los casos el uso de diferentes colores representan las emociones. Las piezas abstractas de su trabajo representan el subconsciente. Las partes de representación,  la conciencia. El posicionamiento de la cabeza del sujeto representa los hemisferios del cerebro. Por último, la disposición en capas de pinturas representa la evolución psicológica. 
Algo muy particular también es que los símbolos en su trabajo derivan su significado en relación con otros símbolos. La semántica de la obra de Oscar Abreu, emulan la causalidad omnidireccional de entender los fenómenos psicológicos.

## Exposiciones del concepto
Han sido varias las exposiciones que ha hecho el artista. Y en todas, el concepto de psico-expresionismo se presenta. Una de las más recientes es la llamada “Mi psico-expresionismo”, presentada en la Galería Nacional de Bellas Artes de la República Dominicana, en el salón Cúpula. Entre otras están: 
2015
“Fenómeno de la Memoria” Miami River Art Fair, Miami, FL.
“Cabezas” ARTEXPO, New York, N.Y.
“Performance” The Malcolm X & Dr. Betty Shabazz Center, New York, N.Y.
“Performance” Mitchell Square Park, New York, N.Y.
2014
“Estructura de la Memoria” Nina Torres Fine Art, Miami, FL.
“Aspectos de la conducta” Miami River Art Fair, Miami, FL.
“Cabezas” ARTEXPO, New York, N.Y.
2009
“Irónicamente absurdo” Aliaza Francesa, Santo Domingo, Rep. Dom.
“Agitación de la memoria” Centro Abreu, Santo Domingo, Rep. Dom.
2006
"Obras reciente," Artforo Centro Cultural, Santo Domingo, Rep. Dom. 
"Detachment of the ego," Marwen Foundation, Chicago, Ill.
2005
"Acontecimiento del Espiritud," Alianza Gallery, New York, N.Y. 
"La forma de la Música" Sofitel, Santo Domingo, R. D. 
"Acontecimiento del Espiritud," Galería Prinardi, Hato Rey, Puerto Rico.
"Conexión Cósmica," Palacio Consistorial, Santiago., República Dominicana.
"Conexión Cósmica," Colegio Dominicanos de artistas plásticos y las Escuela Nacional de Artes Visuales, Santo Domingo, República Dominicana. 
"Gloria de la Independencia" Casa de la Cultura Mestizarte, Chicago, Ill. 
2004
"Huellas: La invención de lo visible," Museo del Hombre Dominicano, Santo Domingo, R.D.
1999
"Mira a través de mis ojos," Casa Dominicana, Chicago, Ill. 
"Resaca de la existencia," Truman Collage, Chicago, Ill.
1997
"Obras recientes," Wells Community Academy, Chicago, Ill.
1996
"El mal de las drogas," Riverside Arts Center, Riverside, Ill.